# ديناتونيوم
ديناتونیوم (بالإنجليزية: Denatonium)‏ واسمه التجاري بیترکس يعتبر المركب الكيميائي الأشد مرارة على الإطلاق، حيث أن خلط مقدار صغير جداً من هذا المركب (عشرة أجزاء من المليون) مع أي مادة غذائية سيجعل مرارة هذه المادة الغذائية لا تحتمل.